# Dépassement de tas
En informatique, un dépassement ou débordement de tas (en anglais, heap-based buffer overflow ou plus simplement heap overflow) est un bug de la classe des dépassements de tampon, dans lequel le débordement concerne un tampon alloué dans le tas (la mémoire allouée dynamiquement lors de l'exécution d'un programme).
Cette technique est un moyen pour une personne malveillante d'utiliser une erreur d'écriture d'un programme, en particulier en injectant des données des variables différentes de celles d'origine, et ainsi de prendre possession du système cible à hauteur de celui qui a lancé ce programme (c'est-à-dire avec les mêmes privilèges et droits que celui-ci).
Le Heap Overflow requiert des connaissances précises du système d'exploitation ciblé pour pouvoir être exploité, et notamment l'implémentation du sous-système d'allocation dynamique de la mémoire.